# Рапатка
Рапатка — река в России, протекает в Республике Башкортостан.
Устье реки находится в 36 км по левому берегу реки Калмашки. Длина реки составляет 11 км.
По обоим берегам реки расположено село Рапатово. При впадении Рапатки в Калмашку находится село Новобиккино.

## Данные водного реестра
По данным государственного водного реестра России относится к Камскому бассейновому округу, водохозяйственный участок реки — Белая от города Уфы до города Бирска, речной подбассейн реки — Белая. Речной бассейн реки — Кама.
По данным геоинформационной системы водохозяйственного районирования территории РФ, подготовленной Федеральным агентством водных ресурсов:
- Код водного объекта в государственном водном реестре — 10010201512111100025354
- Код по гидрологической изученности (ГИ) — 111102535
- Код бассейна — 10.01.02.015
- Номер тома по ГИ — 11
- Выпуск по ГИ — 1